# 海肯多夫
海肯多夫是德国石勒苏益格－荷尔斯泰因州的一个市镇。总面积14.72平方公里，总人口8234人，其中男性3842人，女性4392人（2011年12月31日），人口密度559人/平方公里。